# Horní Nětčice
Horní Nětčice (deutsch Ober Nietschitz, 1939–1945 Ober Netschitz) ist eine Gemeinde in Tschechien. Sie liegt acht Kilometer nördlich von Bystřice pod Hostýnem und gehört zum Okres Přerov.

## Geographie
Horní Nětčice befindet sich südlich des Maleníkwaldes in der Podbeskydská pahorkatina (Vorbeskidenhügelland). Das Dorf liegt auf einer Kuppe zwischen den Tälern der Bäche Dolnonětčický potok, Rakovka und Býškovický potok. Im Norden erhebt sich der Maleník (479 m), nordöstlich die Mezicestí (337 m) sowie im Nordwesten der Pavelák (366 m).
Nachbarorte sind Na Krásné Vyhlídce im Norden, Rakov, Opatovice und Malhotice im Nordosten, Býškovice im Osten, Horní Újezd im Südosten, Vítonice im Süden, Žákovský Mlýn, Žákovice und Lhotsko im Südwesten, Símře, Bezuchov und Oprostovice im Westen sowie Radotín, Soběchleby und Dolní Nětčice im Nordwesten.

## Geschichte
Die erste urkundliche Erwähnung von Nieczicz erfolgte 1384 in der Brünner Landtafel. Dem Eintrag ist zu entnehmen, dass das Dorf im Jahre 1250 gegründet wurde. 1447 wurde der Ort als Nyeczicze Superior, 1480 als Horní Nětčice, 1530 als Horní Něčice, 1672 als Ober Nietschitz, 1688 als Ober Nieczicz und 1771 als Horní Němčice, Horno Niemczicz bzw. Ober Niemschitz bezeichnet. Die Matriken wurden seit 1718 in Soběchleby geführt. Bis zur Mitte des 19. Jahrhunderts war das Dorf zur Herrschaft Leipnik untertänig.
Nach der Aufhebung der Patrimonialherrschaften bildete Horní Něčice/Ober Nietschitz ab 1850 eine Gemeinde in der Bezirkshauptmannschaft Mährisch Weißkirchen. Zwischen dem 7. und 10. Februar 1874 brannten 56 Häuser nieder, da wegen des Schnees kein Löschwasser verfügbar war. Zwischen 1892 und 1918 wurde der Ort auch als Ober Něčitz bezeichnet. Seit 1924 führt die Gemeinde den Namen Horní Nětčice. Nach der Aufhebung des Okres Hranice wurde Horní Nětčice 1960 dem Okres Přerov zugeschlagen. 1976 wurde Horní Nětčice dem Örtlichen Nationalausschuss Soběchleby angeschlossen und 1983 gänzlich nach Soběchleby eingemeindet. Seit dem 24. November 1990 bildet Horní Nětčice wieder eine eigene Gemeinde.

## Gemeindegliederung
Für die Gemeinde Horní Nětčice sind keine Ortsteile ausgewiesen.

## Sehenswürdigkeiten
- Kapelle des hl. Antonius von Padua, geweiht 1911
- Statue des hl. Antonius von Padua, auf dem Dorfplatz, errichtet 1926
- Vier Steinerne Kreuze aus den Jahren 1910, 1915, 1916 und 1936
- Holzkreuz, errichtet im Jahre 2000 anstelle eines maroden Vorgängers aus dem Jahr 1888
- Gedenkstein für die Opfer des Ersten Weltkrieges

## Söhne und Töchter der Gemeinde
- Stanislav Zela (1893–1969), katholischer Theologe und seit 1941 Hilfsbischof des Bistums Olmütz. Der Olmützer Generalvikar wurde 1950 in einem Schauprozess zu einer 25-jährigen Zuchthausstrafe verurteilt. 1963 kam Zela aus dem Gefängnis frei und wurde im Fürsorgehaus Radvanov interniert. Kurz vor seinem Tode wurde er rehabilitiert.